# ワイルドシングス
『ワイルドシングス』（Wild Things）は、1998年のアメリカのサスペンス映画。
人気高校教師による女子高生レイプ事件を軸に、男女の駆け引きが繰り広げられる。
1980年代に青春映画のスターとして人気の高かった俳優ケヴィン・ベーコンが、製作総指揮を行った。興行的成功を収めたためにシリーズ化され、続編としてビデオムービーが3本作られたが、どれも内容に本作とのつながりは無い。しかし、作中で何度もどんでん返しが起こることや、男性1人と女性複数人によるグループセックスが描かれることは、シリーズ全作に共通する特徴である。

## あらすじ
フロリダ州の静かな港町ブルーベイ。高校の進路指導教諭サム・ロンバートは、教え子でもある女子生徒ケリー・バン・ライアンからレイプされたと訴えられる。サムが生徒から人気のある教師だったこと、ケリーの母サンドラが地元でも有名な富豪だったことなどから、センセーショナルな事件として町を大きくにぎわす事態へ発展する。
無実を訴えるサムは、頼りなさげなボウデン弁護士に弁護を依頼する。その頃、地元警察の刑事レイ・デュケの捜査の結果、ケリーの同級生スージー・トーラーもかつてサムにレイプされていたことがわかる。サムに圧倒的に不利な状況の中で公判が始まるが、ボウデンはスージーが偽証を行っていることを証明する。自暴自棄となった彼女は、自身のレイプ被害が嘘であること、さらに自分はケリーの友人で、彼女のレイプも狂言であることを明かす。サムの無実が確定し、彼は示談金850万ドルを勝ち取る。
裁判の夜、サムはスージー、さらにケリーと喜び合う。実はサンドラから大金を騙し取るために始めから3人が仕組んだ狂言だったのだ。町の者全てが彼らに騙される中、唯一デュケだけは3人に疑いを持ち、独断捜査を始める。デュケの捜査に動揺したスージーはサムに助けを求めるが、逆にサムは彼女が自白してしまうことを恐れる。サムは彼女を海岸に呼び出して撲殺し、それを目撃していたケリーに死体の隠匿を手伝わせる。
翌日、スージーの歯や血痕が見つかり、警察は彼女が何者かに殺害されたと断定する。しかも、ケリーの車から彼女の血痕が発見され、彼女がスージー殺害に関わっていると確信したデュケは、バンライアン邸を訪れる。ところがデュケとケリーはもみ合いになり、デュケはケリーを誤って射殺してしまう。デュケも肩を負傷し、正当防衛が認められたものの、独断捜査を咎められ、免職処分される。
後日、どこかのリゾート地。くつろぐデュケの元にサムが現れる。実は2人は組んでおり、ケリーとスージーの殺害も彼らの計画のうちだったのだ。そして2人はヨットで沖合いに出る。
サムは示談金を独り占めするため、隙を見てデュケを殺害しようとするが、反撃に遭う。事態は一転し、デュケは勝利を確信するも何者かに殺害される。それは死んだはずのスージーだった。実はスージーはサムと組んでおり、偽装死だった。だが、2人が喜び合うのもつかの間、サムはスージーに殺される。
その頃、デュケの同僚の女刑事は、スージーをよく知る男から彼女がIQ200の天才児であることを聞かされていた。
浜に戻ったスージーはボウデン弁護士から示談金を受け取り、どこかへと去る。

## 登場人物
レイ・デュケ
ブルーベイ警察の部長刑事。
精悍な男でしばしば上からの命令を無視して事件の捜査を行う。
サム・ロンバート
ブルーベイ高校の教師。進路指導教諭。
整った顔立ち、ヨット部顧問という来歴で生徒達、特に女生徒からの人気が高い。
スージー・トーラー
女子高生。
スラムの生まれで、素行が悪いことで有名な不良少女。
ケリー・バン・ライアン
女子高生。
美人で母は金持ちという誰もが羨む美少女。彼女がサムにレイプされたと訴えたところから映画は幕を開ける。
ケネス（ケン）・ボウデン
弁護士。サムの弁護を担当。
頼りなさそうな初老の男。だが、相当なキレ者で裁判ではスージーの偽証を明らかにする。
サンドラ・バン・ライアン
ケリーの母。地元で有名な富豪。
金と美貌を笠に、男遊びを行っている。
トム・バクスター
弁護士。
サンドラの恋人で、やり手の弁護士。金遣いが荒い。

## キャスト
| 役名                     | 俳優                     | 日本語吹き替え | 日本語吹き替え | 日本語吹き替え |
| 役名                     | 俳優                     | ソフト版 | テレビ朝日版 |                |
| ------------------------ | ------------------------ | --- | --- | -------------- |
| レイ・デュケ             | ケヴィン・ベーコン       | 山路和弘 | 井上和彦 |                |
| サム・ロンバート         | マット・ディロン         | 藤原啓治 | 小山力也 |                |
| スージー・トーラー       | ネーヴ・キャンベル       | 岡本麻弥 | 魏涼子 |                |
| ケリー・バン・ライアン   | デニス・リチャーズ       | 高山みなみ | 竹田まどか |                |
| ケネス（ケン）・ボウデン | ビル・マーレイ           | 江原正士 | 池田勝 |                |
| グロリア・ペレス         | ダフネ・ルービン＝ヴェガ | | 唐沢潤 |                |
| ブライス・ハンター       | ジェフ・ペリー           | | 小室正幸 |                |
| サンドラ・バン・ライアン | テレサ・ラッセル         | 弥永和子 | 佐々木優子 |                |
| トム・バクスター         | ロバート・ワグナー       | 小島敏彦 | 仲野裕 |                |
| ジミー・リーチ           | コーリー・ペンダーガスト | | 福山潤 |                |
| アート・マドックス       | デニス・ニール           | | 辻親八 |                |
| ルビー                   | キャリー・スノッドグレス | | 藤夏子 |                |
| ウォルター               | マーク・マコーレイ       | | 天田益男 |                |
| デイビッド（デイブ）     | アンソニー・ギアイモ     | | 辻親八 |                |
| ジョージ                 | マニー・スアレズ         | | 天田益男 |                |
| その他                   |                          | 辻親八 乃村健次 中村尚子 磯辺万沙子 立木文彦 青山穣 大塚瑞恵 林佳代子 加瀬康之 棚田恵美子 永井誠 西村ちなみ 加納詩桂章 | 藤本譲 岡寛恵 五代あつし 高山綾子 朝倉佐知 宮寺智子 あらいしずか 島宗りつこ 小野塚貴志 青木誠 阪口周平 新垣樽助 小池亜希子 浜野ゆうき 倉持良子 |                |
|                          |                          | | |                |
| 演出                     |                          | 岩見純一 | 壺井正 |                |
| 翻訳                     |                          | 徐賀世子 | 徐賀世子 |                |
| 調整                     |                          | 長井利親 | 飯塚秀保 |                |
| プロデュース             |                          | 吉岡美惠子 | |                |
| 効果                     |                          | | リレーション |                |
| 制作                     |                          | ACクリエイト株式会社                                                                                                   | グロービジョン |                |
| 初回放送                 |                          | | 2001年11月18日 『日曜洋画劇場』 |                |